# Football Club de Neufchâteau-Liffol
 (novembre 2023).
 (novembre 2023).
- Si vous ne connaissez pas le sujet, laissez ce bandeau (vous pouvez alors contacter les auteurs).
- Si vous supprimez le contenu mis en cause (vous pouvez préalablement contacter les auteurs),

argumentez précisément cette suppression dans la page de discussion
(un manque de référence n'est pas un argument ; une recherche réelle de référence doit avoir été effectuée, être formellement documentée).
Le FC Neufchâteau-Liffol est un club de football de la ville de Neufchâteau, dans le département des Vosges. 

## Histoire

### Les débuts (1903-1978)
En 1903 voient le jour les deux premières équipes de la ville : d'une part La Balle Néocastrienne et d'autre part, la Section Football de Rouceux. Les deux associations fusionnent en 1907 pour donner naissance à l'US Neufchâteau-Rouceux, véritable ancêtre du club actuel, dont les premières années sont marquées par l'obtention de deux titres de champions de 2e série (deuxième division régionale de l'époque, sans les clubs Mosellans, annexion oblige) en 1907 et 1912.
En 1913, le club change de nom et devient l'Avenir Neufchâteau-Rouceux. Jusqu'en 1978, l'équipe fanion se contentera de succès modestes, oscillant entre la première division et la promotion (2e et 3e niveau lorrain), sans jamais accéder à l'élite régionale. L'ANR demeure le club phare de la Plaine des Vosges, en compagnie de l'US Mirecourt et du CS Vittel.

### Une génération d'Avenir (1978-1980)
Pour les clubs de l'Ouest vosgien, la donne change à partir des années 1970 qui voient l'essouflement des empires industriels du nord de la région. Les résultats des clubs soutenus par les sociétés minières et sidérurgiques s'en ressentent et des équipes jusqu'alors peu en vue en profitent. C'est ainsi que, par exemple, le C.S. Vittel accède à la deuxième division nationale en 1973.
1978 sera l'année charnière. Les juniors du club, associés aux jeunes de l'U.S. Liffol pour la circonstance, remportent la finale régionale de la coupe Gambardella, battant Mirecourt (5-0), le SAS Épinal (4-0), Saint-Avold (5-3) et le CSO Amnéville en finale (2-0). L'aventure s'arrêtera là pour des raisons réglementaires. En effet, les alliances du type de celle que l'ANR avait conclue avec l'US Liffol n'étaient pas autorisées à présenter d'équipe au niveau national. Parmi les joueurs ayant participé à l'aventure, on peut citer Henry, G. et A. Carbillet, Roy, Hance, Devillard, Reyren et Dufant (du côté Liffolois) ; Bonnet, Moulin, Pingeon, Louis, De Souza, Minetto, Brunesaux (pour Neufchâteau).
En championnat, sous l'impulsion de l'entraîneur-joueur Daniel Aulon et du président Albert Pacini, l'équipe première gravit les échelons régionaux. En 1978, l'ANR termine première du championnat de Promotion d'Honneur (3e division régionale) avec 10 points d'avance sur Haroué et une seule défaite, et obtient son billet pour la Division d'Honneur Régionale.

### L'épopée (1980-1986)
De toutes les saisons que le club a vécues jusqu'alors, la saison 1979-1980 est la meilleure. L'équipe première termine première de son groupe en Division d'Honneur Régionale, demeurant invaincue jusqu'au terme de la saison, battant Basse-Yutz (5-2), vainqueur de l'autre groupe, pour le titre régional. Elle gagne également la Coupe des Vosges et elle se qualifie pour le 6e tour de la Coupe de France en battant Épinal, alors en D3 (2-0, doublé de Thiry), puis Florange (2-1, but d'Aulon en fin de match). Le tirage au sort désigne le FC Chaumont, en D2 à cette époque, comme adversaire pour ce 6e tour. Le match a lieu à Louis-Clément devant 2000 spectateurs. L'ANR s'incline 1-0.
L'année suivante, le club accède pour la première fois au niveau national. Il est à ce moment-là de troisième représentant du département derrière SR Saint-Dié et Épinal. Il termine sa première saison à la 8e place du groupe C le Quatrième Division.
En coupe de France, l'ANR, sous la direction du président Simonin, élimine successivement Liffol, Eloyes et Bataville. Au 5e tour, Neufchâteau reçoit Besançon Racing Club (division 2) et gagne grâce à un doublé de Gand, 2 à 1 après prolongation. Au tour suivant les hommes de Daniel Aulon vaincront sur le même score à l'issue d'un match très tendu, à dix contre onze (Pingeon expulsé), l'US Forbach, à Forbach. Les réalisations néocastriennes étant dues à Moulin et à Gand pendant la prolongation. Le règlement de l'époque prévoyait que les trente-deuxièmes de finale de la Coupe de France se disputent sur terrain neutre. Le match contre le Red Star (D2) se déroulera à Épinal devant 2348 spectateurs. l'ANR l'emporte sur le score de 2 à 1 grâce à Ledzinski et Gand.
Neufchâteau participe aux 16èmes de finale de la coupe de France face au RC Paris, par matches aller et retour. Le match aller se tient à Neufchâteau devant 3517 spectateurs, le public ayant envahi jusqu'aux talus qui bordent le terrain. Les Parisiens l'emportent 2-0 puis 5-0 à Paris. Le club se maintiendra en Division 4 jusqu'en 1986 avant de rétrograder en championnats régionaux. Les Néocastriens gagneront la coupe des Vosges en 1993 et 1998. En outre, l'ANR maintiendra (à une saison près) son équipe fanion dans les championnats de la ligue jusqu'en 2010. Il prendra dans les années 1990 le nom de FC Neufchâteau puis après fusion avec l'US Liffol en 2007, celui de FC Neufchâteau-Liffol.

## Palmarès
- Vainqueur de la Coupe de Meuse 1976
- Vainqueur de la Coupe des Vosges 1981, 93, 98
- Champion de Lorraine 1981